# Віялохвістка чорноголова
Віялохвістка чорноголова (Rhipidura nigrocinnamomea) — вид горобцеподібних птахів родини віялохвісткових (Rhipiduridae).

## Поширення
Ендемік острова Мінданао (Філіппіни).

## Опис
Дрібний птах, завдовжки до 16 см, вагою 10,5–14,5 г. Номінальний підвид має чорну голову з помітною білою бровою; спина, крила і хвіст коричневого кольору, крила чорні та коричневі, груди білі, живіт помаранчево-коричний. Підвид R. n. hutchinsoni схожий на номінальний, але не має білого кольору на грудях.

## Підвиди
- Rhipidura nigrocinnamomea hutchinsoni Mearns, 1907 — поширений на півночі, заході та сході Мінданао;
- Rhipidura nigrocinnamomea nigrocinnamomea Hartert, 1903 — з центральної та південної частини Мінданао.